# Joy to the World (Mariah Carey-dal)
A Joy to the World Mariah Carey amerikai énekesnő kislemeze Merry Christmas című karácsonyi albumáról, mely 1994-ben jelent meg. A dal egy, az angolszász országokban közismert karácsonyi dal feldolgozása. Producere Carey és Walter Afanasieff.
A kislemez csak Ausztráliában jelent meg. Részleteket tartalmaz a Three Dog Night Joy to the World című dalából (1971), amit Hoyt Axton szerzett. Carey változatában Axton dalának részlete köti össze a hagyományos karácsonyi dal versszakait. A Carey és Afanasieff által készített feldolgozás egy változatát Michael Bolton is felvette This Is the Time című karácsonyi albuma számára.

## Videóklipek és remixek
A Joy to the World remixeit David Morales készítette, köztük a Celebration mixet és a Celebration mix editet. Morales egy club mixet is készített. A remixek a Billboard Hot Dance Music/Club Play slágerlistáján a 17 helyre kerültek.
A videóklipben, melyet Larry Jordan rendezett, Carey a New York-i Szent János-székesegyházban adja elő a dalt. Az előadást jótékony céllal rendezték. A Celebration mixhez is készült videóklip, ennek szerkesztője Irving Lorenzo; a klip jelenetekből áll össze, melyeket Carey saját maga vett fel kézikamerával, miközben hatodik albuma, a Daydream promóciós turnéján volt (1995).

## Helyezések
| Slágerlista (1994)                | Legmagasabb helyezés |
| --------------------------------- | -------------------- |
| USA Billboard Hot Dance Club Play | 16                   |
| Slágerlista (1995)                | Legmagasabb helyezés |
| Ausztrál kislemezlista            | 33                   |

## Változatok
CD és kazetta (Ausztrália)
1. Joy to the World (LP Version)
2. Joy to the World (Celebration Mix)
3. Joy to the World (Flava Mix)
4. Joy to the World (Club Mix)
5. All I Want for Christmas Is You

5" CD kislemez (USA)
1. Joy to the World (LP Version)
2. Joy to the World (Celebration Mix Edit)

12" kislemez (USA)
1. Joy to the World (Celebration Mix)
2. Joy to the World (Flava Mix)
3. Joy to the World (Club Mix)
4. Joy to the World (Crash Dub Crash)
5. Joy to the World (LP Version)